# Рашитов, Улугбек Исматуллаевич
Улугбек Исматуллаевич Рашитов (узб. Ulugbek Ismatullaevich Rashitov; род. 23 марта 2002, Ташкент) — узбекский тхэквондист, двукратный олимпийский чемпион в категории до 68 кг (2020 и 2024), чемпион Азиатских игр и Азии 2022 года, призёр чемпионата мира. Обладатель почётного звания «Узбекистон ифтихори». Единственный представитель Узбекистана, выигравший олимпийское золото в тхэквондо. А также, единственный тхэквондист в истории, который становился олимпийским чемпионом среди мужчин более одного раза.

## Карьера
В 2018 году Рашитов выиграл серебро в весовой категории до 48 кг среди юношей на летних юношеских Олимпийских играх в Буэнос-Айресе, уступив в финале россиянину Дмитрию Шишко.
В 2019 году Рашитов выиграл золото в весовой категории до 55 кг на чемпионате Азии среди юниоров. В этом же году он также выиграл золото на Всемирных военных играх 2019 года в весовой категории до 58 кг, победив в финале спортсмена из Китая Лян Юйшуая.
В 2021 году на азиатском олимпийском отборочном турнире в Аммане (Иордания) получил путёвку на XXXII летние Олимпийские игры в Токио.
На летних Олимпийских играх 2020 выступал в весовой категории до 68 кг. В квалификации одержал победу над спортсменом из Мали Сейду Фофана. В 1/8 финала одержал победу над двукратным олимпийским призёром из Южной Кореи Ли Дэ Хуном. В полуфинале он вышел на даян против Недзада Хушича (Босния и Герцеговина) и одержал уверенную победу со счётом 28:5. В финале одержал победу над британским тхэквондистом Брэдли Синденом со счётом 34:29, завоевав первую золотую медаль на Олимпийских играх по тхэквондо в истории сборной Узбекистана.
На чемпионате мира 2023 года в Баку в категории до 68 кг Рашитов завоевал бронзовую медаль. В финальную схватку его не пустил спортсмен из Южной Кореи Джин Хо Джун. Улугбек Рашитов завоевал «золото» Гран-при в Италии в весовой категории до 68 кг. В финале он одолел венгра Левенте Марк Жозса.
В июле 2025 года Международное агентство по тестированию (ITA) сообщило, что Улугбек Рашитов трижды в течение одного года предоставил некорректные данные о своем местонахождении. В результате спортсмена дисквалифицировали от участия в международных соревнованиях до 12 мая 2027 года за нарушение антидопинговых правил.

## Награды
- Орден «Эл-юрт хурмати» (2024)[15]